# Val di Noto
Il Vallo di Noto (o Val di Noto) fu una suddivisione amministrativa del Regno di Sicilia e del Regno delle Due Sicilie.
Istituito in età normanna, il Vallo aveva competenze in materia di giustizia, di erario e, in alcuni casi, anche di organizzazione militare. Rimase in vigore, con diverse modifiche, per tutta l'età moderna fino alla sua soppressione nel 1818, quando le circoscrizioni vallive furono sostituite da nuovi valli minori.
Il 25 giugno 2002, parte del territorio già compreso nel Vallo di Noto è stato iscritto nella lista dei siti Patrimonio dell'umanità dell'UNESCO, con il riconoscimento assegnato alle città tardo barocche del Vallo.

## Geografia fisica
Il Vallo di Noto comprendeva l'area sud-orientale della Sicilia, corrispondente approssimativamente agli attuali territori dei liberi consorzi comunali di Ragusa e Siracusa, nonché a parti dei liberi consorzi comunali di Enna e Caltanissetta e della Città metropolitana di Catania.
I suoi confini variavano a seconda delle epoche e delle riforme amministrative. Talora il limite occidentale era segnato dal fiume Salso, mentre i fiumi Dittaino e Simeto costituivano il confine settentrionale. In altri casi il confine veniva individuato più a nord, fino al fiume Amenano o al Longane. In tale estensione rientrava anche Catania, città generalmente attribuita al Val Demone, ma collocata in prossimità della linea di demarcazione tra i due valli e pertanto talvolta compresa nell'uno o nell'altro a seconda della delimitazione adottata.
Il territorio era caratterizzato dai rilievi degli Iblei e in parte dagli Erei. Numerose fiumare e gole conferivano alla zona una morfologia complessa. Dal punto di vista geologico, la regione era formata dal tavolato ibleo, costituito da strati sedimentari e affioramenti lavici di origine preistorica, legati al vulcanismo ibleo.
La linea di contatto tra la placca euroasiatica e la placca nordafricana attraversa il settore settentrionale del Vallo, determinando una forte instabilità geologica. Tale condizione ha reso l'area particolarmente esposta al rischio sismico, come dimostrano il terremoto del 1542 e quello del 1693. 
La vegetazione naturale è riconducibile prevalentemente alla macchia mediterranea, salvo le aree adibite a coltivazione. I principali centri abitati erano distribuiti sia nell'entroterra sia lungo la fascia costiera.

## Origini del nome
L'origine etimologica del termine Vallo è oggetto di discussione e non esiste una spiegazione univoca. Alcuni studiosi lo ricondurrebbero al latino, altri all'arabo. In quest’ultimo caso è stato spesso messo in relazione con il vocabolo wālī (وَالِ), ossia "governatore" o "viceré", che tuttavia designava la magistratura e non la circoscrizione, definita piuttosto waliya (وَلِيَ).
Secondo l'orientalista Michele Amari, il termine femminile vallis sarebbe da interpretarsi come traduzione in lingua latina di ʾiqlīm (إقليم; plurale: ʾaqālīm), con il significato generico di “territorio”, utilizzato nei primi diplomi normanni per indicare città, distretti o province; tuttavia resta solo un'ipotesi. In ogni caso vallo rappresenterebbe una variante maschile del sostantivo femminile valle, entrambi derivanti dal latino.

## Storia
Il Vallo di Noto sostituì la precedente Provincia Siracusana, alla quale venne sottratto il territorio destinato a costituire il nucleo del Val Demone. Il primo riferimento documentario al Vallo di Noto è relativamente tardo rispetto a quello del Val Demone, attestato già intorno al 1060, mentre per il Vallo di Noto si ha menzione soltanto nel 1172. È stato ipotizzato che la tripartizione dei valli fosse già in vigore in età islamica, con la presenza di un ʾiqlīm meridionale, risalente ai primi decenni della dominazione aghlabide. Secondo altri studiosi l'istituzione dei valli avvenne sotto Ruggero II, al momento della fondazione del Regno di Sicilia, il giorno di Natale del  1130, o, meno probabilmente, già in epoca comitale sotto Ruggero I.
Il Vallo esercitava funzioni assimilabili a quelle di un giustizierato, con competenze amministrative e giudiziarie. Tali prerogative furono ridimensionate dalle riforme di Federico II, che con le Costituzioni di Melfi istituì due Provinciae (Lilibetana e Siracusana), pur mantenendo in uso il titolo di Vallo. Con Pietro I le funzioni amministrative furono ripristinate, in un assetto che ricalcava in parte i confini dell'antica Arcidiocesi di Siracusa. Nel corso del XIV secolo, con le concessioni di Federico IV, furono sottratti al Vallo di Noto i capitanati della Contea di Modica, nonché i centri di Ragusa, Caltagirone, Lentini, Siracusa e forse la stessa Noto. Una riforma voluta da Martino I nel 1403, contenuta nelle Constitutiones, prevedeva il ripristino delle funzioni originarie dei tre Valli, ma non ebbe concreta applicazione.
Il 13 aprile 1583 il viceré Marcantonio Colonna ridisegnò l’assetto amministrativo dell’isola, riportando i valli al numero di tre (dopo che in età aragonese erano saliti fino a sette). In questa nuova configurazione il Val di Noto tornò a costituire un’unica entità, i cui confini ricalcavano, seppur ridotti verso nord, quelli del corrispondente ʾiqlīm del periodo islamico. A seguito della riforma, parte del Val di Castrogiovanni venne suddivisa tra Val Demone e Val di Noto. 
Il Vallo mantenne le sue funzioni fino all'abolizione del sistema vallivo, operata de facto il 10 agosto 1812 dalla Costituzione del Regno di Sicilia, quando fu suddiviso in sei distretti: Piazza, Terranova, Caltagirone, Modica, Noto e Siracusa. Il 1º gennaio 1818, il gran Vallo di Noto cessò di esistere, venendo suddiviso in tre valli minori, amministrati da tre intendenze: Siracusa, Catania e Caltanissetta.

### La questione della capitale del Vallo
Il Vallo di Noto prende il nome dalla città di omonima, nell'attuale libero consorzio comunale di Siracusa. La sede amministrativa della circoscrizione non è tuttavia documentata con certezza.
Amari ipotizzò che Noto potesse aver assunto un ruolo centrale in epoca islamica, a seguito della caduta di Siracusa – fino ad allora capitale della Sicilia – e della conseguente ricerca di centri interni e più difendibili, come testimonierebbe anche il rifugio della famiglia dell'ultimo emiro di Sicilia, Benavert, proprio a Noto, località montana dei monti Iblei. Tale ricostruzione, priva di fonti coeve, non è universalmente accettata e resta ipotetica.
In età normanna e successiva non sono note fonti che attestino con sicurezza la capitale del Vallo. Per analogia, si osserva che anche gli altri due valli non avevano la loro capitale nelle città da cui traevano il nome: il Val Demone, derivato da Demenna, ebbe come principale centro Messina, mentre il Val di Mazara, associato a Mazara del Vallo, ebbe in Palermo il suo polo amministrativo.
Secondo alcune fonti, il Vallo di Noto ebbe in età successiva in Siracusa un proprio centro amministrativo, città che nel XIV secolo divenne sede di una Camera Reginale. Quest'ultima costituiva un’entità dotata di autonomia amministrativa, distinta dal Vallo e comprendente diversi centri, tra cui non figurava Noto.
Con l'abolizione dei valli, il 1º gennaio 1818, la loro funzione fu assunta dalle nuove province borboniche: al Vallo di Noto subentrò il vallo minore di Siracusa, analogamente a quanto avvenne con il vallo minore di Messina e con il vallo minore di Palermo.
Nell’Ottocento il dibattito storiografico fu condizionato anche dalle vicende politiche contemporanee: nel periodo borbonico, infatti, Siracusa fu privata del rango di capoluogo, assegnato il 23 agosto 1837 a Noto con l’istituzione della Provincia omonima. Tale circostanza contribuì ad alimentare l’idea di un antico ruolo egemone della città nel Vallo medievale.

## Riconoscimenti
A seguito del sisma del 1693 i maggiori centri urbani del Vallo vennero ridotti in macerie. La successiva ricostruzione dei primi decenni del XVIII secolo vede le città sconvolte dal sisma adottare soluzioni architettoniche e artistiche che caratterizzano l'intero Vallo. Questa vera e propria fioritura del gusto barocco è stata riconosciuta nel 2002 quale patrimonio dell'umanità da parte dell'organizzazione sovranazionale UNESCO sulla base delle quattro motivazioni seguenti:
1. Le città assegnate al titolo di Late Baroque Towns of the Val di Noto (South-Eastern Sicily) costituiscono un'eccezionale testimonianza dell'arte e dell'architettura del tardo Barocco[21];
2. esse rappresentano il culmine e l'ultima fioritura del Barocco europeo[21];
3. la qualità di questo patrimonio è risaltata anche dall'omogeneità, causata dalla contemporanea ricostruzione delle città[21];
4. le otto città sono in permanente rischio a causa dei terremoti e delle eruzioni dell'Etna[21].

In realtà nell'elenco dell'UNESCO appaiono anche altre città che in occasione del terremoto del 1693 e negli anni successivi della ricostruzione non erano comprese nel Vallo di Noto. Di fatto vengono inserite nell'elenco le città ricostruite dopo il sisma detto del Val di Noto poiché l'epicentro venne identificato propriamente nel territorio del Vallo, ma che amministrativamente e fisicamente non vi appartenevano: è il caso di Catania, ma anche della nomina di Acireale, entrambe sconvolte dal sisma, ma situate in quel tempo entro i confini del Val Demone.
La particolarità dell'"identità" comune per le città selezionate deriva soprattutto dalla mirabile ricostruzione avvenuta in seguito al detto evento sismico. Vi sono infatti degli esempi mirabili dell'arte e dell'architettura tardobarocca di cui costituiscono un momento di sintesi, presentando notevoli caratteri di omogeneità urbanistica ed architettonica.
A fronte di queste caratteristiche, il circuito delle città del Val di Noto è stato iscritto nel registro dell'UNESCO. Questo importante risultato sta determinando una positiva ricaduta economica nell'intera area, a fronte di un aumento delle presenze turistiche nella zona e per la nascita di molteplici strutture ricettive.
Tuttavia a minacciare l'integrità paesaggistica vi è il tentativo, da parte di una società petrolifera texana, di avviare una serie di progetti per l'estrazione di petrolio dal sottosuolo. Questa richiesta che mal si concilia con le sue aspirazioni turistiche è stata inizialmente appoggiata dalla Regione Siciliana e successivamente bloccata dall'allora assessore Regionale Fabio Granata nel 2003. Ad oggi la società, ancora decisa a portare avanti il suo progetto, ha fatto inizialmente ricorso al TAR della Sicilia, successivamente ha annunciato lo "stop" alle trivellazioni; tuttavia questa decisione viene comunque contestata dagli ambientalisti perché il fermo riguarda una parte del territorio interessato.
Nel 2005 altri due territori del Val di Noto sono stati insigniti del riconoscimento UNESCO: la città di Siracusa e la Necropoli Rupestre di Pantalica, con tali motivazioni:
1. I siti e i monumenti di Siracusa/Pantalica formano un "Insieme", che costituisce una raccolta unica quale straordinaria testimonianza delle culture del mediterraneo attraverso i secoli e nello stesso spazio.
2. L'insieme Siracusa/Pantalica offre, attraverso la sua straordinaria diversità culturale, un'eccezionale testimonianza dello sviluppo della civilizzazione di oltre 3 millenni.
3. Il gruppo di monumenti e siti archeologici situati a Siracusa (tra il centro di Ortigia e le vestigia localizzate in tutta la zona urbana) sono il più grande esempio dell'eccezionale creazione architettonica che raggruppa diversi aspetti culturali (Greco, Romano, Barocco).
4. L'antica Siracusa era collegata direttamente ad eventi, idee e lavori letterari di eccezionale importanza universale.

Il primo bene protetto dall'UNESCO all'interno del Vallo è comunque la Villa romana del Casale a Piazza Armerina, riconosciuto nel 1997.